# حمام ملاق
حمام ملاق  هو معلم أثري تونسي مصنف من قبل المعهد الوطني للتراث يقع في ولاية الكاف في الشمال الغربي التونسي، تحديدا في مدينة حمام ملاق تم تصنيف المعلم في يوم 4 يوليو 2016.

## مقالات ذات صلة
- قائمة المعالم الأثرية المصنفة في تونس